# Nöther (cratère)
Le cratère Nöther est un cratère d'impact de la face cachée de la Lune. Il est situé dans les latitudes de l'extrême Nord, au nord-ouest du cratère Poczobutt (en).
Ses bords, anciens, sont érodés et parsemés de multiples sous-cratères de petite taille, surtout dans la partie sud. Son sol est presque plat et exempt d'impact. 